# Higham (Babergh)
Higham – wieś w Anglii, w hrabstwie Suffolk, w dystrykcie Babergh. Leży 16 km na południowy zachód od miasta Ipswich i 92 km na północny wschód od Londynu. Miejscowość liczy 140 mieszkańców.